# Шабелаха Хуусе
Шабелаха Хуусе е регион на Сомалия. Населението му е 1 202 219 жители (по приблизителна оценка от януари 2014 г.), а площта 25 285 кв. км. Регионът е разделен административно на 6 района. Намира се в южната част на страната в часова зона UTC+3. Носи името на река.